# Polyura eudamippus
Polyura eudamippus är en fjärilsart som beskrevs av Doubleday 1843. Polyura eudamippus ingår i släktet Polyura och familjen praktfjärilar. Inga underarter finns listade i Catalogue of Life.

## Bildgalleri

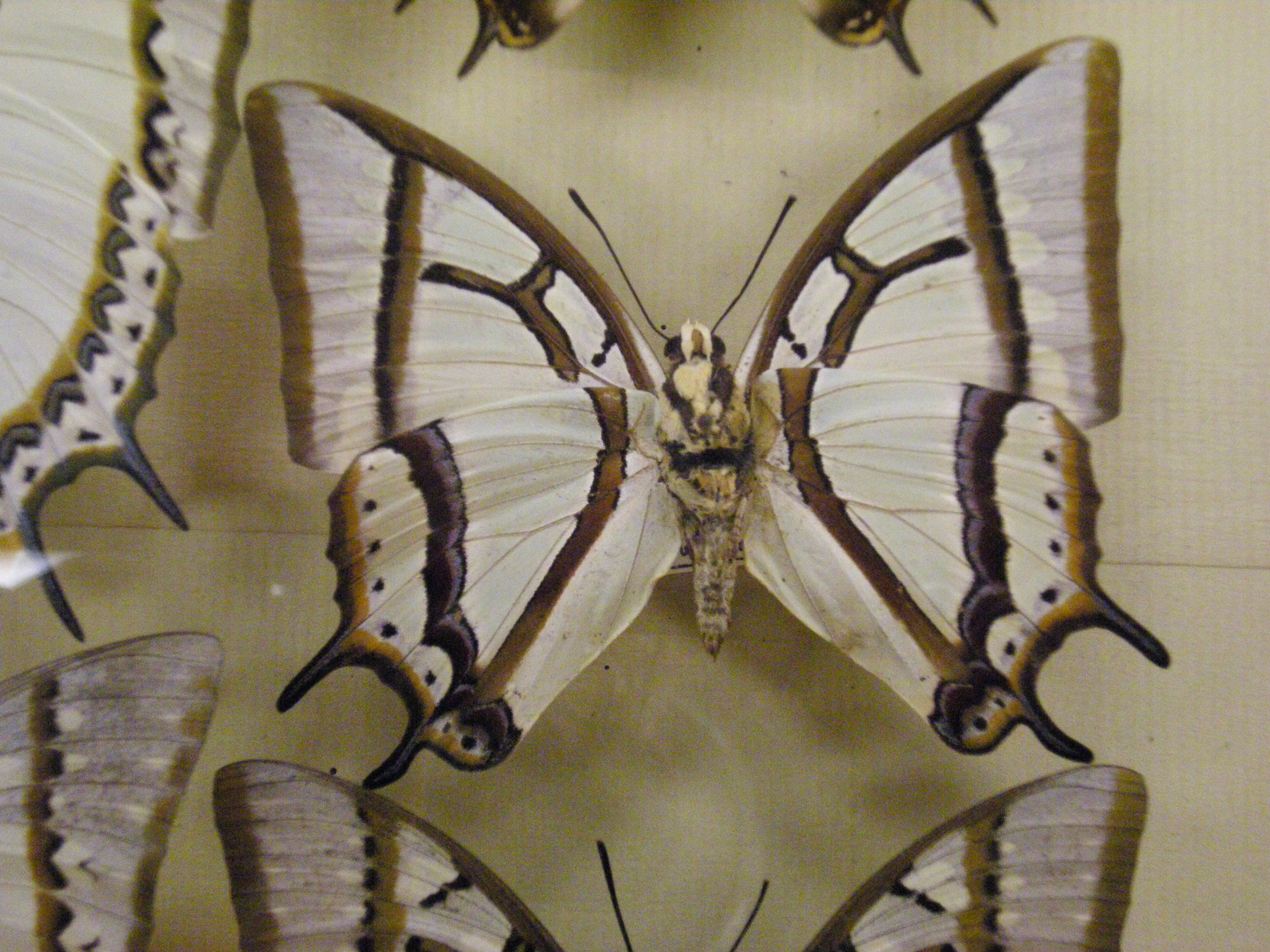
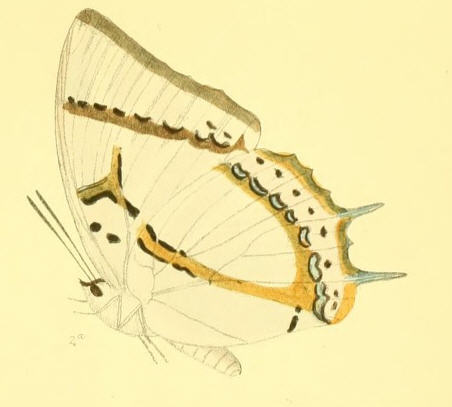